# Nene Montero
Antonio Alberto Montero Torres (Málaga, España, 5 de noviembre de 1953) más conocido como Nene Montero es un entrenador de fútbol español que actualmente está sin equipo tras abandonar la disciplina del Alhaurín de la Torre CF.

## Trayectoria
Nacido en Málaga y gran amigo de Juanito Gómez, Nene Montero comenzó su carrera como entrenador en la temporada 1991-92 dirigiendo al Club Deportivo Málaga en la Segunda División, del que precisamente sería su último entrenador, además de ser considerado un estudioso del fútbol, siendo un pionero del fútbol con sistemas de juego como el 3-3-3-1, con 30 años de experiencia en los banquillos.
"Nene" también dirigiría en Segunda División al Club Atlético de Marbella en la temporada 1994-95, al que regresaría dos temporadas después en Segunda División B.
El técnico malagueño posee una experiencia más que contrastada en los banquillos de Segunda División B, en los que desarrollaría la mayor parte de su carrera, dirigiendo a clubs como la UD Melilla, Atlético Malagueño, Club Atlético de Marbella,Polideportivo Almería , Xerez Club Deportivo, San Fernando Club Deportivo Isleño, Motril CF, AD Ceuta, Club Deportivo Linares, Club Deportivo Badajoz, Lucena Club de Fútbol y Unión Estepona Club de Fútbol. En la división de bronce haría grandes campañas siempre dirigiendo en el Grupo IV pero no sería capaz de conseguir ningún ascenso a Segunda División. 
En la temporada 1998-99, siendo su segunda temporada en el Polideportivo Almería lograría quedar en cuarta posición del Grupo IV de Segunda División B y caería en los play-offs de ascenso frente al Levante UD.
En la temporada 1999-20 fue técnico del Xerez CD del Grupo IV, donde consiguió clasificarlo en la tercera posición al término de la liga, disputando el ‘play off’ de ascenso a Segunda A y volviéndose a quedar a las puertas de conseguirlo tras caer eliminado en la eliminatoria por el ascenso frente al Universidad de Las Palmas de Gran Canaria Club de Fútbol.
En la temporada 2001-02 se hizo cargo del Motril CF con el que consiguió ser campeón del Grupo IV de la Segunda División B, pero caería en la eliminatoria por el ascenso frente al Getafe CF.
Las temporadas posteriores dirigiría a equipos del Grupo IV como el Club Deportivo Linares, CD Badajoz y Lucena CF con los que mantendría la categoría sin problemas, pese a gestionar presupuestos modestos.
También tendría otras experiencias por otros equipos de Segunda División B como la AD Ceuta y por el Club Deportivo San Fernando hasta en dos ocasiones (temporadas 2000-01 y 2006-07), pero diversas etapas acabarían con el cese del técnico malagueño.
En enero de 2011, entrenaría al Unión Estepona Club de Fútbol por lo que restaba de temporada en el Grupo IV de la Segunda División B, pero no pudo evitar su descenso de categoría.
En junio de 2012, tuvo una oferta para dirigir a la selección absoluta de fútbol de Togo, pero finalmente no la aceptaría la oferta.
En las siguientes temporadas se haría cargo de clubs modestos como el Juventud Torremolinos CF de la Primera Andaluza desde 2013 a 2015, del Alhaurín de la Torre Club de Fútbol de Tercera División en la temporada 2015-2016 y al CD Zenit Torremolinos de la Segunda Andaluza en la temporada 2017-2018.
En la temporada 2018-19 regresa al banquillo del Xerez CD, tras 20 años después de su primera experiencia en el cuadro jerezano, en la que no pudo finalizar la campaña en el Grupo X de Tercera División siendo destituido, pese a dirigirlo durante 25 compromisos ligueros.
El 29 de noviembre de 2019, "Nene" es nombrado entrenador del Alhaurín de la Torre Club de Fútbol de la Tercera División de España - Grupo IX, del que había sido director deportivo durante la temporada 2015-16.

## Clubes
| Club                     | País   | Año       |
| ------------------------ | ------ | --------- |
| CD Málaga                | España | 1992      |
| UD Melilla               | España | 1992      |
| Atlético Malagueño       | España | 1993      |
| CA Marbella              | España | 1994      |
| CA Marbella              | España | 1997      |
| CP Almería               | España | 1998-1999 |
| Xerez CD                 | España | 1999-2000 |
| San Fernando CD          | España | 2000-2001 |
| Motril CF                | España | 2001-2002 |
| Atlético Ceuta           | España | 2002-2003 |
| CD Linares               | España | 2003-2004 |
| CD Badajoz               | España | 2005-2006 |
| San Fernando CD          | España | 2006-2007 |
| Lucena CF                | España | 2007-2008 |
| Unión Estepona           | España | 2011      |
| Juventud Torremolinos CF | España | 2013-2015 |
| Alhaurín de la Torre CF  | España | 2015-2016 |
| CD Zenit Torremolinos    | España | 2017-2018 |
| Xerez CD                 | España | 2018-2019 |
| Alhaurín de la Torre CF  | España | 2019-2021 |